# 神威藍光
神威藍光(Sunway BlueLight)は、中華人民共和国山東省済南市の済南スーパーコンピューターセンターにあるスーパーコンピュータ。LINPACKで1.07016ペタフロップをマークし、2011年11月のスパコンランキングTOP500で14位となった。
また、独自アーキテクチャの神威CPUが使われており、中国は独自アーキテクチャのシステムで1ペタフロップを突破したアメリカ・日本に続く世界で3番目の国家となった。

## 概要
中国の国家並列計算機工学技術研究センターが開発した。同時期にスパコン世界一であった天河一号ではインテル製CPUを採用していたが、神威藍光では独自開発のCPUを採用している。
1986年の863計画の発表、および1992年の国家並列計算機工学技術研究センターの開設に始まり、2011年に独自アーキテクチャのスパコンがついに世界のトップレベルと並んだので、中国では第11次5カ年計画における国家ハイテク研究発展計画（863計画）の重要な達成であると位置づけられる。
第12次5カ年計画で開発されTOP500で1位となった神威・太湖之光はこの後継機に当たる。

## アーキテクチャ
CPUは神威シリーズの3代目である神威1600（SW1600)を 8704CPU搭載し、256コンピュートノード×34スーパーノード、9ラックで構成されている。
神威シリーズのアーキテクチャは未公開であるが、ベースはDEC Alphaアーキテクチャだと推測されている。神威1600はDEC Alpha 21164A（EV56)の派生版だと推測されており、64bit、16コア。本来は1.1MHzだが、全8575CPUを稼働させた場合は975MHzまで落ちる。
性能は約1ペタフロップ、動作クロックは975MHz、消費電力は1074KW。Linpack実効性能が795.9テラフロップ、理論性能に対する実効効率は74.37%で、他のトップクラスのスパコンと比較するとそこそこ高い。
メモリは150TB。2PBの外部ストレージを持つ。

## 電力効率
2011年11月のGreen500では世界39位。

## 汎用性
海洋、工業、バイオなど山東省の様々な産業に活用されている。

## 参照
1. ↑  Sunway Blue Light - Sunway BlueLight MPP, ShenWei processor SW1600 975.00 MHz, Infiniband QDR  TOP500 Supercomputer Sites
2. ↑  中国初の演算速度１０００兆回スパコン使用開始　中国大使館